# Geek in the Pink
"Geek in the Pink" là đĩa đơn được phát hành vào năm 2006 trong album Mr. A-Z của Jason Mraz.

## Danh sách bài hát

### UK CD1
1. "Geek in the Pink" (phiên bản album) - 3:55
2. "The Remedy (I Won't Worry)" (Eagles Ballroom live version) - 3:39

### UK CD2
1. "Geek in the Pink" (phiên bản album) - 3:55
2. "No Stopping Us" (Eagles Ballroom live version) - 6:10
3. "Geek in the Pink" (video CD-Rom)
4. "The Making of Mr. A-Z"

## Xếp hạng
| Bảng xếp hạng                    | Vị trí |
| -------------------------------- | ------ |
| U.S. Billboard Adult Top 40      | 32     |
| U.S. Billboard Top 40 Mainstream | 36     |
| U.S. Billboard Pop 100           | 90     |
| UK Singles Chart                 | 128    |